# 萬撓
万挠是马来西亚雪兰莪州鹅唛县的一个城镇，也是鹅唛县的巫金之一。万挠北临双文丹，南临士拉央，西临八丁燕带，距离吉隆坡市中心约24公里。

## 地名
万挠的马来文名为Rawang，意为「沼泽森林」，因万挠河一带在还没发展锡矿业及橡胶业之前为烂泥地。「萬撓」的中文名称由來已久。1923年谭俚夫编《南洋埠名》将Rawang记为「万挠」或「万楼」。1924年《南洋商報》曾有「萬撓埠」之名。此外，1928年林穆群编《马来半岛商埠考》亦写作「万挠」。同年徐雨郊和高梦云合编的《南洋四州府华侨商业交通录》也同樣把Rawang记为「万挠」。時至今日，「萬撓」之名也为大众所用。
万挠的中文名称来源有多种说法。民间有流传说万挠原来不叫「万挠」，而是「挠万」（汉语拼音：Náowàn），对应其马来名称Rawang。当地人认为「挠万」与马来语lawan（意为敌对、打架）谐音，寓意不佳，于是有人倒转过来念成「万挠」。另一种说法认为从前北上的火车乘客将「挠万」路牌倒念成了「万挠」。此外，当地的福建人、广东人和客家人认为「万挠」一词寓意较佳。福建人称万挠（闽南语白话字：Bān-láu）与「挽留」（闽南语白话字：bán-lâu）谐音；广东人称万挠（粤拼：Maan6 naau4）与「万留」（粤拼：maan6 lau4）发音相似，取「万物都留」之意，希望外埠人来到万挠驻脚都不会很快离开；客家人亦认为万挠（客语白话字：Van-náu）意即「万折不挠」，寄望当地能经得起百年沧桑。
不过，语言学学者邱克威认为「万挠」一名并非Rawang的倒念。他认为「万挠」与 Rawang若为前后音节倒置，则明显为华语对音，不符合早期马来西亚中文地名的方言对音本质；且万挠作为早期锡矿区，其中文译名不可能晚至华语成为通用语以后；即使视为前后音节倒置，其对音也不尽准确。Rawang最早的中文譯名出現於1887年，當時新加坡中文報章《叻報》把它译为「朥汪」，为粤客方言音译。邱克威发现在1920年代Rawang就已被称为「万挠」，但他无法厘清「万挠」地名的由来，以确知何以这种地名误植的情况会发生，以及何以误植地名能完全替代原本地名。
1904年，華民護衛司署官員H.W. Firmstone曾在《皇家亞洲學會海峽分會學報》寫有〈新加坡與馬來半島的中文街名和地名〉，文章里Rawang的中文名被誤記為「撓萬」，實際上其標註的中文音為Man-lau，即是「萬撓」。Firmstone認爲「萬撓」有可能是Bandar（馬來語意为城市）譯音，因當時萬撓有一部分地區被稱為Bandar Bharu。除此之外，南洋史地学者许云樵也曾于1972年在《南洋商报》上解释，「万挠」实为马来语Bandar的对音，当时华人将其用作万挠全市的地名，讹传至今。在南洋地名中，閩南语之/d/音常读如/l/音。

## 历史

### 开埠
早于1825年开埠，发迹于锡矿业的万挠，是首都吉隆坡最早期的卫星市之一。

### 万挠战役
1870年，雪兰莪第二阶段内战爆发。一方是由东姑古丁（Tengku Kudin）率领的马来人部队和叶亚来领导的海山党人马；另一方是由拉惹玛迪（Raja Mahdi）为首的马来人部队和由张昌带领的义兴党人马。由于原属于东姑古丁阵营的赛依玛士何（Syed Mashor）叛变，瓜拉雪兰莪于7月被拉惹迪攻取。9月，两支敌对军于安邦交战，史称「安邦战役」。10月底叶亚来取胜，战事结束。张昌逃往瓜拉雪兰莪，赛依玛士何逃至乌鲁雪兰莪。
半年后的1871年5月至6月，「万挠战役」爆发。张昌和赛依玛士何招募两千名部众，准备再次攻取吉隆坡。叶亚来在北面的抵御部队由叶文龙统率，驻在万挠附近。张昌部队与小股叶文龙部队在距离万挠一英里地方相碰。叶文龙得悉后，向叶亚来请求加派援兵。隔日，赛依玛士何向叶文龙进攻，午后张昌统领千人加入战围，叶文龙撤退至第二防线，支撑到日暮时分，丘发率领五百名援兵到来。之后随即聚首商讨退敌策略。
隔日，叶文龙诈败，诱使赛依玛士何部队深入腹地，之后锺风从背后突袭，大败玛士何部队。张昌则被丘发和董宽困在营中，无法前去援救。玛士何两度败北，原打算自尽，被张昌劝阻，待情绪恢复后决定返回乌鲁雪兰莪向其兄弟仄多拉（Che Dollah）求援，张昌则在万挠独撑。期间叶文龙多次上门挑战，张昌没有应战。
叶亚来得知打了胜战，命人至万挠慰劳部队，还派锺炳率领三百名援兵助阵。锺炳随即指挥叶文龙驻守双文丹，以截断张昌退路；锺风与董宽领兵二百人从右侧进攻张昌；丘发与杨贵领兵二百人从左侧进攻；锺炳则率领约六百人从正面与张昌交战。苦战数日后，锺炳部队毫无斩获。经分析后，锺炳集中火力进攻由马来新兵驻守的张昌左翼，另增派两百名枪手加入战围，最终成功突破张昌防线，张昌大败。
张昌偕同九十名残部突围潜逃，但行至双文丹时被叶文龙狙击，激战后仅有张昌本身及少数残兵逃抵乌鲁雪兰莪向玛士何报告败讯。但自逃离双文丹后，张昌便销声匿迹，故学者推测其可能死于乱军之中，但无人认出其尸首，所以当时叶文龙只好上报张昌逃离了事。自此，万挠战役结束。

### 发展
1894年，万挠拥有半岛第一个发电机；当时是殖民地时期，英国政府在当地装置发电机，主要作为支援锡矿开采用途。因此它成为国内首个拥有电子路灯，以及一个装置电灯和风扇的火车站的城镇。
1953年，当地锡矿业开始没落，锡矿业者纷纷转往西部的八丁燕带，所留下的废矿场被用来兴建国内第一座洋灰工厂。这座坐落在万挠轰路的洋灰厂，今天仍由拉法基马（LAFMSIA）营运。
1997年以前，万挠是鹅唛县的县府，但自从鹅唛县议会（Majlis Daerah Gombak）于1997年1月1日升级为现今的士拉央市议会（Majlis Perbandaran Selayang）后，该县县府便迁移至士拉央新镇（Bandar Baru Selayang）。
2017年11月29日，历时十二年与耗资6亿2800万令吉的万挠绕道（Rawang Bypass）正式通车，号称为全马第一高架大道，总长度为9公里。

### 华教「万挠事件」
「万挠事件」是指1954至1955年间英国殖民地政府试图以各个击破的方式，强硬实行《1952年教育法令》，被华文教育工作者林连玉形容为「以渐进蚕食的方式达到全国国民学校的目的」。
早在《1952年教育法令》通过时，英殖民地政府就有意以国民学校取代其他源流的学校，但当局无法负担沉重的财政担子，只好作罢。1954年，英殖民地政府发表了《教育白皮书》，打算在华文学校开设国民班（英文班），由政府负担一切开支，由少班而多班，由低级而高级，由一校而多校。被当局采作英文班的试行点就是位于万挠的三育学校。
白皮书通过后未满一个月，11月5日，教育部就向全国华校发出通知书，可申请明年开办一年级英文班，并立9日为各校答复的最后期限，企图捷足先登，使教总措手不及、无从反对。林连玉立刻于7日早会见陈祯禄，之后要求陈祯禄召开记者会反对该白皮书，林连玉也为教总草拟反对声明发表在中文报章上。在全马各地华社群起反对国民班下，英文班的政策初尝败绩。
1955年1月12日，雪州教育局长陆克（K. D. Luke）、华校监督杨雅灵及视学官刘怀谷抵达万挠，在县长公署召开秘密性质的会议，与三育学校董事长林龙颜、校长庄金渭等人商谈开设国民班的问题。期间陆克更威胁林龙颜，若拒绝开办英文班，则割减政府津贴，以及之后的英校拒收华裔学童，最终谈判破裂。
之后，林龙颜立即向其教师林连玉投报。在林连玉的建议下，林龙颜在1月14日出席马华华教中委会会议时将整件事曝光。当局的威胁手段被揭露，引起了华社的公愤，同时一致坚决反对该政策。1月9日，《中国报》发表社论，评论此事说「自然是教育局长理亏」。此外，马来社会也大力反对英文班的计划。1月15日，陆克再次偕员到万挠，澄清其言论受到曲解，但林龙颜以其通晓英文申辩他本人没有听错。
最终英殖民政府只得取消这次借用三育学校教室开办英文班的意图，而白皮书也胎死腹中。

### 万挠反建高压电缆风波
2005年初，雪隆区爆发大停电，引发电供能源不足危机，国家能源公司决定出资4亿令吉，推动总长60公里的中区电供计划（Central Area Reinforcement）以进行电缆升级工程。
在此项计划下，高压电缆将会贯穿万挠新村。万挠新村之后接获国能公函，要求51户居民搬迁，然而村民不肯，并成立万挠新村反高压电缆5人小组，以促使国能取消在新村内兴建会危害人体健康的高压电缆。
而在之后居民也设立万挠反高压电委员会。其中万挠新村维权运动在2008年马来西亚大选后，获得民联雪兰莪州政府的审查和伸援，国能议决暂缓高压电缆工程，并最终在2016年2月宪报进行绕道。2019年5月17日，国能承包商开始动工拆除村内的高压电缆塔，并分为三阶段进行，预计于9月12日完工，使这段风波告一段落。

## 人口
万挠区人口结构比率（2010）
根据2010年马来西亚人口普查，万挠区共有199,095人，其中包括巫裔在内的土著为106,770人，华裔为44,960人，印裔为32,035人，其他族群为1,763人，以及非公民13,567人。
与2000年相比，万挠区总人口增长了64.44%或78,024人。其中土著人口增长了114.68%或57,035人，华裔人口增长了12.14%或4,868人，印裔人口增长了28.06%或7,020人，其他族群人口增长了17.69%或265人，以及非公民总人口增长了186.77%或8,836人。
| 万挠区人口变迁 | 万挠区人口变迁 | 万挠区人口变迁 | 万挠区人口变迁 | 万挠区人口变迁 | 万挠区人口变迁 | 万挠区人口变迁 | 万挠区人口变迁 | 万挠区人口变迁 | 万挠区人口变迁 |
| 年份           | 总人口         | 公民总数       | 马来西亚公民   | 马来西亚公民   | 马来西亚公民   | 马来西亚公民   | 马来西亚公民   | 马来西亚公民   | 非公民总数     |
| 年份           | 总人口         | 公民总数       | 土著           | 土著           | 土著           | 华裔           | 印裔           | 其他族群       | 非公民总数     |
| 年份           | 总人口         | 公民总数       | 土著总数       | 巫裔           | 其他土著       | 华裔           | 印裔           | 其他族群       | 非公民总数     |
| -------------- | -------------- | -------------- | -------------- | -------------- | -------------- | -------------- | -------------- | -------------- | -------------- |
| 2010           | 199,095        | 185,528        | 106,770        | 104,698        | 2,072          | 44,960         | 32,035         | 1,763          | 13,567         |
| 2000           | 121,071        | 116,340        | 49,735         | 48,688         | 1,047          | 40,092         | 25,015         | 1,498          | 4,731          |

## 教育

### 小学
万挠周围共有12间小学，归属鹅唛县教育局管辖。其中华文小学有两所，分别是三育华小和爱美乐华小。由于当地人口激增，爱美乐华小于2010年获得教育部批准增建，于2012年正式启用。
| 类型       | 编号    | 中文名                 | 马来文名                 | 学生数量 （2018） | 位置 | 坐标                                            |
| ---------- | ------- | ---------------------- | ------------------------ | ----------------- | ---- | ----------------------------------------------- |
| 华文小学   | BBC7405 | 万挠三育华文小学       | SJK (C) San Yuk          | 1,827             | 市区 | 3°19′07″N 101°34′56″E / 3.318717°N 101.582180°E |
| 华文小学   | BBC7408 | 万挠爱美乐华文小学     | SJK (C) Kota Emerald     | 999               | 市区 | 3°19′23″N 101°32′57″E / 3.323059°N 101.549106°E |
| 国民小学   | BBA7207 | 万挠国民小学           | SK Rawang                | 144               | 市区 | 3°19′01″N 101°34′11″E / 3.316964°N 101.56973°E  |
| 国民小学   | BBA7230 | 蒂沙花园国民小学       | SK Taman Desa            | 1,919             | 郊区 | 3°19′52″N 101°31′37″E / 3.331177°N 101.527075°E |
| 国民小学   | BBA7231 | 万挠岭花园国民小学     | SK Bukit Rawang Jaya     | 723               | 市区 | 3°20′09″N 101°34′56″E / 3.335702°N 101.582109°E |
| 国民小学   | BBA7236 | 蒂沙花园国民小学二校   | SK Taman Desa 2          | 1,664             | 郊区 | 3°19′50″N 101°31′36″E / 3.330559°N 101.526708°E |
| 国民小学   | BBA7237 | 万挠新镇国民小学       | SK Bandar Baru Rawang    | 691               | 市区 | 3°17′39″N 101°33′06″E / 3.294173°N 101.551663°E |
| 国民小学   | BBA7238 | 万挠公主城国民小学     | SK Bandar Tasik Puteri   | 2,132             | 郊区 | 3°17′10″N 101°28′29″E / 3.286213°N 101.474584°E |
| 国民小学   | BBA7242 | 万挠公主城国民小学二校 | SK Bandar Tasik Puteri 2 | 1,612             | 郊区 | 3°16′54″N 101°28′26″E / 3.281727°N 101.473917°E |
| 国民小学   | BBA7243 | 敦蒂惹花园国民小学     | SK Taman Tun Teja        | 1,784             | 市区 | 3°18′15″N 101°35′23″E / 3.30417°N 101.589715°E  |
| 国民小学   | BBB7306 | 西纳兰布迪国民小学     | SK Sinaran Budi          | 633               | 市区 | 3°18′54″N 101°34′07″E / 3.315109°N 101.568622°E |
| 淡米尔小学 | BBD7455 | 万挠淡米尔小学         | SJK (T) Rawang           | 1,033             | 市区 | 3°19′03″N 101°34′09″E / 3.317595°N 101.569097°E |

### 中学
万挠周围共有七所中学，归属鹅唛县教育局管辖。
| 类型     | 编号    | 中文名             | 马来文名                               | 学生数量 （2018） | 位置 | 坐标                                            |
| -------- | ------- | ------------------ | -------------------------------------- | ----------------- | ---- | ----------------------------------------------- |
| 国民中学 | BEA7605 | 万挠国民中学       | SMK Rawang                             | 1,470             | 市区 | 3°18′27″N 101°35′52″E / 3.307583°N 101.597837°E |
| 国民中学 | BEA7617 | 菁乡岭国民中学     | SMK Taman Desa                         | 1,607             | 郊区 | 3°19′51″N 101°31′29″E / 3.330836°N 101.524715°E |
| 国民中学 | BEA7618 | 万挠公主城国民中学 | SMK Bandar Tasik Puteri                | 2,299             | 郊区 | 3°17′14″N 101°28′25″E / 3.287225°N 101.473604°E |
| 国民中学 | BEA7621 | 菁乡岭国民中学二校 | SMK Taman Desa 2                       | 2,009             | 郊区 | 3°19′52″N 101°32′15″E / 3.331113°N 101.537493°E |
| 国民中学 | BEA7623 | 敦霹雳国民中学     | SMK Tun Perak                          | 1,125             | 市区 | 3°18′02″N 101°35′07″E / 3.300565°N 101.585226°E |
| 国民中学 | BEB7654 | 诗礼佳岭国民中学   | SMK Seri Garing （页面存档备份，存于） | 2,208             | 市区 | 3°19′00″N 101°34′05″E / 3.316686°N 101.568024°E |
| 宗教中学 | BFT7001 | 万挠宗教中学       | SAM Rawang                             | 728               | 市区 | 3°18′04″N 101°35′23″E / 3.301114°N 101.589715°E |

### 国际学校
- Straits International School
- Knewton Global Schools
- Templer Park International School

## 基建

### 购物中心
- AEON Mall Rawang Anggun
- Lotus’s Rawang
- Parkson Rawang
- Giant Rawang
- NSK Trade City Rawang
- NSK Trade City Rawang Jaya

### 医院
- KPJ Rawang Specialist Hospital
- Selgate Rawang Hospital

## 花园住宅区
万挠过去在蓬勃的工业发展带动下已有相当多的人口而拥有许多花园住宅区。后来在多年的发展下，与四通八达的交通便利更推动了当地房地产的发展。在多家大型发展商进驻后，涌现了许多新兴高级社区如爱美乐城镇（Kota Emerald）、缤香苑（Tamansari）、安固城（Anggun）、实达生态邓普勒（Setia Eco Templer）等。这些社区内通常会具备完善设施如绿化公园、商业区、国际学校、俱乐部等。

### 万挠市区
- 团结花园（Taman Bersatu）、敦蒂惹花园（Taman Tun Teja）、敦霹雳花园（Taman Tun Perak）、亲善花园（Taman Muhibbah）、佳地花园（Taman Jati）、忠诚花园（Taman Setia Rawang）、彩虹花园（Taman Pelangi）、万挠岭花园（Taman Bukit Rawang Jaya）、Rawang Perdana、万挠百乐岭（Rawang Putra）、万挠翠岭（Taman Sri Hijau）、New Green Park、万联花园（Rawang Jaya）、LakeClub Parkhome、豪华苑（Majestic Rawang）等。

### 万挠西部
万挠西部南北大道两旁的产业发展计划，主要都是独当一面的大型城镇。
- 爱美乐城镇（Kota Emerald）、缤香苑（Tamansari）、安固城（Anggun）、森德园（Taman Scientex Rawang）、菁乡岭（Bandar Country Homes）等。

### 万挠南部
万挠南部在地理环境与士拉央接壤，周遭有许多森林保留地环绕。
- Setia Eco Templer、Dolomite Templer、Templer Saujana、Templer Suasana、Templer Heritage、Templer Villas、The Takun、Templer Hills等。

## 华人新村

### 传统新村
万挠新村（Sungai Terentang）建立于1951年，是鹅唛县的传统新村之一。万挠新村初成立时人口为1,560人，1954年人口为486人，1970年人口为2,335人，1980年人口为3,427人，1995年人口为6,100人。现今村里约有450多户人家，村民近5,000人。巫裔和印裔村民占了约3%，华裔村民以客家人和福建人占大多数。

### 重组村
万挠区内共有九个重组村，包括煤炭山、李金狮村、林旦村、拉旺丁、帝沙瓜拉加冷、瓜拉加冷南区、双溪都亚、甘榜拉惹，和双溪巴高A、B、C村。
由于基本设施不足、周遭被洋灰厂及工厂包围、水患严重等问题，拉旺丁曾向雪兰莪州政府申请进行重组，重组计划于2012年开始进行，最终于2016年完成。村里约有145户人家，其中80%为华人，20%印度人及1户马来家庭。

## 交通

### 公路
万挠可通过联邦1号公路抵达。除此之外，南北大道北段、牙直利大道（GCE，可前往州首府莎亚南）和吉隆坡－瓜拉雪兰莪大道（LATAR，可前往瓜拉雪兰莪）也行经于此。
万挠新区有一个巴士总站，位于迈汀超市对面。该巴士站的主要巴士运营商包括快捷通巴士（Rapid KL）和玛拉巴士。经过2015年雪隆公共巴士路线重组后，美罗巴士不再承包万挠区路线。此外，自2017年8月4日起，雪兰莪州政府提供的免费巴士服务－雪兰莪精明巴士（Bas SMART Selangor）也开始于万挠川行。2022年，士打拉再也有限公司（Setara Jaya Sdn. Bhd.）巴士中止运营，并由玛拉巴士公司接手（MARA Liner）

### 铁路

万挠站

KA10 万挠站位于此镇旧区，是马来亚铁路通勤铁路（Komuter）2巴生港线的其中一个站点。现在万挠也设有电动列车服务（ETS），备有列车前往吉隆坡中央车站。

## 政治
万挠属于士拉央国会议席，目前该议席在马来西亚下议院的代表为来自希盟公正党的梁自坚。同时，万挠属于以其名称命名的万挠州议席，目前该议席在雪兰莪州议会的代表为来自希望联盟人民公正党的蔡伟杰。
| 类型     | 编号 | 议席   | 议员   | 联盟 | 联盟     | 政党 | 政党       | 选民数量 （2018年） | 面积 （平方公里） | 密度 （人口/平方公里） |
| -------- | ---- | ------ | ------ | ---- | -------- | ---- | ---------- | ------------------- | ----------------- | ---------------------- |
| 国会议席 | P097 | 士拉央 | 梁自坚 |      | 希望聯盟 |      | 人民公正黨 | 116,176             | 285               | 407.63                 |
| 州议席   | N14  | 万挠   | 蔡伟杰 |      | 希望聯盟 |      | 人民公正黨 | 46,125              | 116               | 397.63                 |

## 景点

### 共和联邦森林公园
共和联邦森林公园（Commonwealth Forest Park）位于拉贡山森林保留区（Bukit Lagong Forest Reserve Area）内，面积约有5英亩。共和联邦森林公园是在1993年9月16日政府举办第十四届联邦森林研讨会，由时任雪州大臣莫哈末泰益主持开幕。森林公园内有许多热带雨林中的珍贵树种。2001年9月12日，共和联邦政府首长曾联手在广场栽种树苗。此外，共和联邦森林公园内也有别墅胜地，共有24间客房供出租，能进行登山、彩弹射击、山间自行车乘骑、全地形车驾驶、骑马等活动。森林公园内也有露营区和瀑布区。

### 邓普勒公园
邓普勒公园位于万挠绕道路旁，占地约1214公顷。公园得名自1952至1954年间英国驻马来亚高级专员邓普勒。1954年9月8日，雪兰莪苏丹希山慕丁阿南沙宣布邓普勒公园为野生动物保护区，隔年宪报为植物园和公共公园。邓普勒公园内有瞭望台、自助烧烤位、露营区和天然河水游泳池，距离公园约二公里外有瀑布。

### 康情瀑布

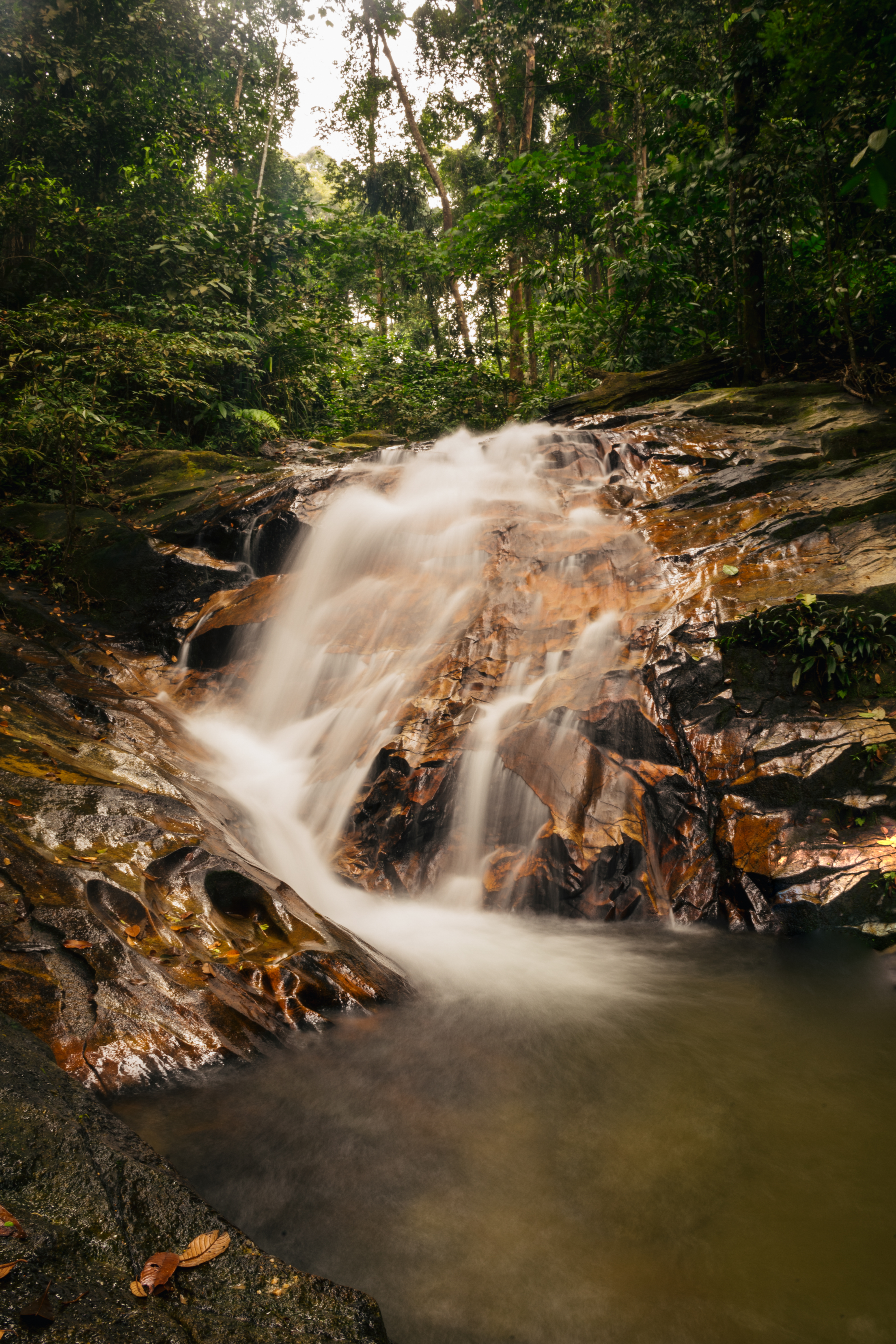
万挠康情生态公园

康情生态森林公园（Kanching Eco-Forest Park）位于万挠绕道路旁，占地约500公顷。康情公园内有七级不同高度的瀑布，总落差达208米，其中以第五级瀑布最为壮观。游客能够在第二级和第三级瀑布游泳。

## 宗教

### 仙四师爷宫
万挠师爷宫建立于1869年，主座为仙四师爷。仙师爷是指原芙蓉甲必丹[88[盛明利]]，四师爷是吉隆坡甲必丹叶亚来的盟友叶四。:231万挠仙四师爷宫最早的文物为嘉应弟子所赠送的云板，上面写有：「沐恩弟子，嘉应杨鸿合敬奉，同治八年（即1869年）吉日立」。师爷宫会於每年六月初一举行仙四师爷千秋宝诞。

### 感应亭
万挠感应亭建立于1869年，主座为观音菩萨。万挠感应亭原本供奉的主神为三一教主。三一教是由福建莆田人林兆恩于明朝万历年间创建，后来于19世纪经由莆仙地区的移民传入南洋。可能由于万挠兴化人势力单薄，或者其他方言群较为壮大，导致感应亭供奉的神祇发生变化。:19-21感应亭的宝殿匾额记有乙巳年（即1905年）正月刻字。寺庙曾于1974年进行重修。:25每年感应亭的庆典有三一教主千秋宝诞（正月十四、七月十六）、观音菩萨千秋宝诞之出生日（二月十九）、观音菩萨千秋宝诞之成道日（六月十九）、观音菩萨千秋宝诞之出家日（九月十九），以及妈祖千秋宝诞（三月廿三）。

### 金英坛
万挠金英坛建立于1963年，是新村最老的神庙，主座为金英祖师。金英教是由广东博罗县罗浮山的客家道士林显江于清朝年间创立，后由其弟子佛岩寺僧人陈飞龙南渡传入。金英坛每逢农历十一月十六日会庆祝金英祖师千秋宝诞 。

### 兴义殿
万挠兴义殿相传是由当地闽籍先贤林角局绅从中国福建省安溪县虎丘镇金榜乡兴义殿引接，主座为邓、曾、池、魏、林五府王爷。兴义殿每年农历十月初八会庆祝五府大人神诞。